# Etobicoke
Etobicoke ([əˈtoʊbɨkoʊ]ⓘ) es un distrito administrativo del sector suroccidental de la ciudad de Toronto, en Ontario, Canadá. Colinda al sur con el lago Ontario, al oriente con el río Humber, al occidente con la ciudad de Mississauga y al norte con la ciudad de Vaughan.[cita requerida]

## Historia
Se piensa que el explorador francés Étienne Brûlé fue el primer europeo en viajar a la región, cerca del año 1615.[cita requerida]
El nombre "Etobicoke" se deriva de la palabra mississaugas wah-do-be-kang (wadoopikaang), que significa "lugar donde crecen los alisos negros/silvestres", y que se usaba para describir el área entre la ensenada de Etobicoke y el río Humber. El primer topógrafo provincial, Augustus Jones, la deletreaba también "ato-be-coake". Etobicoke se adoptó finalmente como nombre oficial en 1796.[cita requerida]
El pueblo de Etobicoke fue incorporado en 1850. En 1954, Etobicoke formó parte del nuevo gobierno regional, la municipalidad de Toronto.
En 1967, el pueblo de Etobicoke fue fusionado con tres pequeñas municipalidades de la costa del lago —Long Branch, New Toronto y Mimico— para formar el municipio de Etobicoke. Este fue reincorporado como una ciudad en 1984.
En 1998, seis municipalidades cercanas (incluyendo Etobicoke) y el gobierno de Toronto y su área metropolitana se fusionaron para formar la ciudad unida de Toronto.

## Demografía
En 2001, Etobicoke contaba con una población conformada de la siguiente manera: 65% blancos, 12% surasiáticos, 9% negros, 3% chinos, 2% hispanoamericanos, 2% filipinos, 1% coreanos, 1% del oeste de Asia, 1% árabes y 4% otros.

## La ciudad
Etobicoke tiene la menor densidad de población entre las antiguas ciudades y municipios que actualmente forman la ciudad de Toronto. Esto se debe principalmente a sus vastos espacios de terrenos industriales. Muchas de las autopistas han sido trazadas por el área, haciendo el lugar ideal para la circulación en automóviles. 
Muchas excepciones al patrón de calles cuadriculadas de Toronto pueden ser vistas en Etobicoke. Un número de pasos elevados e intersecciones complicadas, como Bloor/Kipling/Dundas West, han sido creadas en un esfuerzo por hacer coincidir la cuadrícula con estas anomalías de planificación.
Etobicoke cuenta con numerosos parques públicos; notable entre todos ellos son los Jardines James en la ribera del río Humber. El parque incluye flores de temporada, caminos peatonales, un jardín de rocas, riachuelos y cascadas. Es un lugar muy popular para tomar fotografías nupciales. El parque Humber Bay se localiza mayoritariamente en Etobicoke.
Los lugares del centro/sur de Etobicoke cuentan con un mejor transporte público y están muy cerca del centro de la ciudad. Estas áreas, como Markland Wood, The Kingsway y New Toronto, consisten en vastas áreas verdes, numerosos parques, campos de golf (incluyendo el Club de golf y campestre St. Georges, clasificado como el 3° mejor en Canadá), numerosos restaurantes y cafés y boutiques lujosas.  El desarrollo residencial consiste principalmente en viviendas unifamiliares. El vecindario Kingsway South ha atraído a muchas personas y familias acaudaladas (desde 2001, más del 50% de los propietarios tienen un salario excesivo de CAD$100.000/año), y es uno de los mejores vecindarios de Toronto.
Las áreas centrales de Etobicoke, a pesar de estar lejos de las líneas del subterráneo, están bien comunicadas por autobuses y rutas de transporte público. Estos vecindarios son generalmente de clase media.
Desafortunadamente, algunas zonas en Etobicoke han sido descuidadas, como los suburbios próximos. La infraestructura vial construida en los años 1960 se encuentra en mal estado. Estas áreas son dominadas por lotificaciones sencillas de una sola planta y prados sin árboles y cubiertos de asfalto. Los bienes inmuebles desvalorados han convertido estos lugares en zonas concentradas de pobreza y vandalismo. Estas regiones del centro y norte de Etobicoke contienen muchos complejos departamentales densamente poblados asentados en grandes extensiones de terreno y parques.
En Etobicoke se localizan el colegio Humber, la Universidad de Guelph-Humber, el autódromo Woodbine, el hipódromo Woodbine, el Centro Woodbine y el centro comercial Sherway Gardens.

## Alcaldes y concejales de Etobicoke

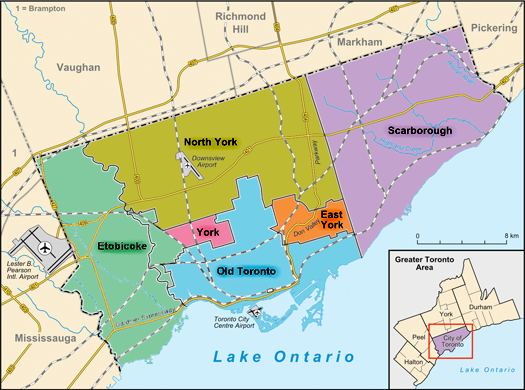
Municipios del Área Metropolitana de Toronto antes de su disolución. En 1998, los seis municipios se disolvieron y fusionaron, formando la nueva ciudad de Toronto.

- 1850 William Gamble
- 1851-1854 Joseph Smith
- 1855-1857 Alexander McFarlane
- 1858-1864 Edward Musson
- 1865-1870 William Wallace
- 1873 John Clark
- 1874-1876 William Wallace
- 1877-1884 Matthew Canning
- 1885-1896 John D. Evans
- 1897-1900 David L. Streight
- 1901 John T. Carr
- 1902-1905 John Bryans
- 1906 Franklin E. Shaver
- 1907 John D. Evans
- 1908 John Gardhouse
- 1909 Russell S. Warner
- 1910-1912 John Gardhouse
- 1913-1917 Charles Silverthorn
- 1918 James Dandridge
- 1919-1920 William G. Jackson
- 1921-1924 William J. Gardhouse
- 1925-1926 T.A.C. Tier
- 1927-1929 J. Ray Price
- 1930-1931 Robert Marshall
- 1932 William J. Gardhouse
- 1934-1936 William A. Armstrong
- 1937 William L. Stephens
- 1938-1943 William A. Armstrong
- 1943-1946 F.A.C. Butler
- 1947-1952 Clive M. Sinclair
- 1953-1956 W. Beverley Lewis
- 1957-1962 H.O. Waffle
- 1963-1966 John P. MacBeth
- 1967-1972 Edward A. Horton
- 1973-1983 C. Dennis Flynn
- 1984-1993 Bruce Sinclair
- 1994-1998 Doug Holyday

## Educación
Las escuelas públicas en Etobicoke son supervisadas por el Comité Escolar del Distrito de Toronto. Entre los institutos de enseñanza media se encuentran el Colegio Central de Etobicoke, el Instituto Colegial de Etobicoke, fundado en 1928, el Instituto Colegial Kipling, el Instituto Colegial Lakeshore, el Instituto Colegial Martingrove, el Instituto Colegial North Albion, el Instituto Colegial Richview, fundado en 1958, el Instituto Colegial Silverthorn, el Instituto Colegial Thistletown, el Instituto Colegial West Humber, fundado en 1966, la Escuela de las Artes de Etobicoke, fundada en 1981, la Academia Empresarial Scarlett Heights y la Escuela de Educación Experimental, una escuela alternativa fundada en 1971. 
Junto con el sistema de educación pública, Etobicoke cuenta con diversas escuelas católicas, supervisadas por el Comité Escolar Católico del Distrito de Toronto. Estas incluyen el Colegio Michael Power/St. Joseph, la Academia Obispo Allen, la Escuela Secundaria Católica Don Bosco, la Escuela Secundaria Católica Padre John Redmond, la Escuela Secundaria Padre Henry Carr y la Escuela Secundaria Católica Monseñor Percy Johnson.

## Deportes
El municipio es también la sede de la Liga de Críquet de Etobicoke.  La ciudad tiene un equipo local de fútbol conocido como el Club de Fútbol de Etobicoke. También es sede del Club de Fútbol australiano Canguros de Etobicoke, que participa en la Liga de Fútbol Australiano de Ontario. Asimismo, alberga la Asociación de Ringette de Etobicoke, que compite en la Liga de Ringette de Ontario Central. Los Canucks de Etobicoke participan en la Liga Mayor de Hockey de Toronto.

## Residentes sobresalientes / nativos
- Daniel Celebre, coreógrafo y bailarín; integrante del cuerpo de baile del tour This Is It, de Michael Jackson
- Katheryn Winnick, modelo y actriz, protagonista de la serie VIKINGOS, en donde interpreta al personaje de Lagertha.
- Jane Siberry, cantante/compositora/poeta.
- Michael Seater, actor.
- Mike Bullard, conductor de televisión.
- Manny Fernandez, jugador de hockey profesional.
- Stephen Harper, Primer ministro de Canadá.
- J.S. Woodsworth, activista social y líder fundador de la Co-operative Commonwealth Federation, precursora del Nuevo Partido Democrático.
- Dave Foley, actor.
- Dan Redican, actor/escritor.
- Brendan Shanahan, jugador de hockey profesional.
- Catherine O'Hara, actriz.
- Robin Duke, actriz.
- June Callwood, activista social
- Allan Rock, antiguo Embajador Canadiense en las Naciones Unidas
- Keanu Reeves, actor de (The Matrix)
- Mark Napier - jugador de hockey profesional
- David Bolland - jugador de hockey, Caballeros de London, miembro del Equipo Nacional Júnior de Hockey de Canadá
- Paul Stalteri - futbolista profesional
- Dave Bidini - músico, los Rheostatics, autor de "On a Cold Road"; "Tropic of Hockey"
- Martin Tielli - músico, los Rheostatics
- Tim Vesely - músico, los Rheostatics
- Dave Clark - músico, los Rheostatics y la banda "the dinner is ruined"
- Ghetto Concept - artistas hip-hop. Pioneros en la escena Hip Hop en Toronto.
- Kiefer Sutherland - Actor de series de televisión, 24.
- Mike Lobel - actor.
- Nicole Stamp - anfitrión de Reach For The Top.
- Emily Haines - cantante.
- Chris Buck - fotógrafo profesional, crecido en Etobicoke.
- Estella Warren - modelo/actriz.
- Douglas Wright - modelo/músico.
- Ken Dryden - político y antiguo portero de la Liga Nacional de Hockey (NHL).
- Tim Bardsley - político.
- Seth Bullock - conocido Mariscal estadounidense. Personificado en la serie de HBO Deadwood.